# 奧氏野鯪
奧氏野鯪，為輻鰭魚綱鯉形目鯉科的其中一個種。被IUCN列為瀕危保育類動物，分布於非洲象牙海岸、賴比瑞亞及獅子山淡水溪流，本魚體狹長，背面輪廓平直線，體褐色，腹部淡黃色，鰭淺灰色或黑色的，背鰭硬棘3枚；背鰭軟條13至14枚；臀鰭軟條7枚，體長可達13.5公分。